# Diphysa villosa
Diphysa villosa är en ärtväxtart som beskrevs av Per Axel Rydberg. Diphysa villosa ingår i släktet Diphysa och familjen ärtväxter. Inga underarter finns listade i Catalogue of Life.